# Team Heizomat/Saison 2015
Dieser Artikel listet Erfolge und Fahrer des Radsportteams Heizomat in der Saison 2015 auf.

## Abgänge – Zugänge
| Zugänge               | Team 2014                  | Abgänge           | Team 2015             |
| --------------------- | -------------------------- | ----------------- | --------------------- |
| Benjamin Edmüller     | Gebrüder Weiss-Oberndorfer | Oliver Mattheis   | MLP Team Bergstraße   |
| Sascha Starker        |                            | Dario Rapps       | Team Kuota-Lotto      |
| Laurin Winter         |                            | Johannes Weber    | Team Stuttgart        |
| Philipp Zwingenberger |                            | Jan-Niklas Droste | Karriereende          |
| Aaron Krauss          | MLP Team Bergstraße        | Florenz Knauer    | H&R Block Pro Cycling |
| Holger Burkhardt      |                            | Alexander Grad    | Unbekannt             |
| Gero Walbrül          | Team Kuota                 |                   |                       |

## Mannschaft
| Name                  | Geburtstag        | Nationalität |
| --------------------- | ----------------- | ------------ |
| Holger Burkhardt      | 16. Dezember 1987 | Deutschland  |
| Benjamin Edmüller     | 8. August 1987    | Deutschland  |
| Julien Essers         | 24. Dezember 1992 | Deutschland  |
| Aaron Krauss          | 14. April 1995    | Deutschland  |
| Fabian Schormair      | 23. Oktober 1994  | Deutschland  |
| Sascha Starker        | 9. September 1989 | Deutschland  |
| Gero Walbrül          | 1. November 1990  | Deutschland  |
| Laurin Winter         | 4. September 1996 | Deutschland  |
| Philipp Zwingenberger | 6. April 1993     | Deutschland  |